# Arrabal
Arrabal é uma povoação portuguesa sede da Freguesia de Arrabal do Município de Leiria, freguesia com 20,09 km² de área e 2610 habitantes (censo de 2021), tendo, por isso, uma densidade populacional de 129,9 hab./km².

## Demografia
Em 1732 a Freguesia de Santa Margarida, hoje Arrabal, tinha 1006 habitantes. Registos paroquiais indicam que antes das invasões francesas, em outubro de 1810, a população desta freguesia era de 1482, sendo 764 depois da retirada das tropas francesas, em junho de 1811. Eram 834 em 1849.
A população registada nos censos foi:
| Distribuição da População por Grupos Etários | Distribuição da População por Grupos Etários | Distribuição da População por Grupos Etários | Distribuição da População por Grupos Etários | Distribuição da População por Grupos Etários |
| -------------------------------------------- | -------------------------------------------- | -------------------------------------------- | -------------------------------------------- | -------------------------------------------- |
| Ano                                          | 0-14 Anos                                    | 15-24 Anos                                   | 25-64 Anos                                   | > 65 Anos                                    |
| 2001                                         | 442                                          | 374                                          | 1432                                         | 471                                          |
| 2011                                         | 388                                          | 296                                          | 1422                                         | 578                                          |
| 2021                                         | 300                                          | 280                                          | 1271                                         | 759                                          |

## História
No ano de 1592 foi criada a Freguesia de Santa Margarida do Arrabal em honra da mesma Santa Margarida, num local onde existia uma ermida consagrada à mesma.
Ficou com seis Confrarias que davam ao cura um tostão cada uma com a oferta voluntária de meio alqueire de trigo.

## Principais atividades económicas
- Comércio por grosso e a retalho; reparação de veículos (29%)
- Indústria transformadora (23%)
- Transportes, armazenagem e comunicações (14%)
- Construção (12%)

## Património Histórico e Cultural
- Igreja Matriz de Santa Margarida com azulejos do século XVII
- Casal dos Ferreiros – material lítico do Paleolítico
- Ribeira da Chitas – várias jazidas de sílex da pré-história
- Museu Etnográfico do Freixial
- Casa do Povo do Arrabal

Eventos Culturais (Festas populares e religiosas):
- S. Sebastião (janeiro)
- Espírito Santo (maio)
- Santa Margarida (20 de julho)
- Sagrado Coração de Jesus (setembro)
- N.S.da Conceição (2º domingo de agosto)
- Santa Luzia (1º domingo de janeiro)
- Senhor dos Aflitos (1º domingo de agosto)